# Hémisphère occidental
L'Hémisphère occidental est le terme employé pour traduire le terme américain de « Western Hemisphere ».
Cette expression correspond au continent américain mais est caractéristique d'un fort tropisme nord-américain. On la retrouvera chez les Canadiens, lors d'une traduction ou dans des études américanistes. Mais dans un discours non américain, l'expression « continent américain » sera toujours préférée. Le motif invoqué pour justifier l'expression est que l'Hémisphère occidental comprend des États insulaires, comme Haïti et la République dominicaine. Il serait donc inexact de parler de continent américain.
On[Qui ?] peut objecter qu'un hémisphère représente la moitié du globe et que, par conséquent, le continent américain et les iles environnantes ne peuvent être qualifiés d'hémisphère.

## Exemple
L'Institut de l'hémisphère occidental pour la sécurité et la coopération (Western Hemisphere Institute for Security Cooperation), un centre d'enseignement militaire des États-Unis.